# Eugène Millou
Pour l’article ayant un titre homophone, voir Milou (homonymie).
Eugène Guillaume Alfred Millou, né le 9 novembre 1860 à Auxonne (Côte-d'Or) et mort sans doute à Adon (Loiret) en juin 1940, est un auteur dramatique français. Après avoir fait carrière dans l’Enregistrement, il épouse la fille d’Edme Rameau de Saint-Père en 1892 et, après sa mutation à Paris, se met à écrire des pièces de théâtre dès 1898. Pendant une douzaine d’années, il écrit surtout des comédies et connaît le succès avec Family-Hôtel, un vaudeville en trois actes qu’il écrit avec Paul Gavault et Eugène Héros. L’accès au grade d’inspecteur de l’Enregistrement en 1912 lui permet d’ouvrir un cabinet privé de gestion des contentieux fiscaux. Il renonce alors au théâtre et exerce cette activité de conseil fiscal jusque dans les années 1930.

## Biographie

### Jeunesse
Eugène Millou est né à Auxonne le 9 novembre 1860. Il est le fils du capitaine d’infanterie Alfred Millou et d’Élie Rozet. Les Millou sont une famille d’officiers militaires originaires de Sarreguemines (Moselle), les Rozet des notables d’Auxonne (Côte-d'Or). Alfred Millou est en garnison à Auxonne puis à Saint-Omer (Pas-de-Calais). Alcoolique et violent, il finit par être mis à la retraite d’office en juin 1872. Après une procédure longue et difficile, sa femme obtient du tribunal civil de 1re instance de Dijon un jugement de séparation le 7 avril 1873. Alfred Millou meurt à Dijon le 12 janvier 1876. Élie Rozet vit à Auxonne avec sa fille Adèle et sa tante, Eugène Millou étant alors en pension au collège des Jésuites de Dole. Il passe le baccalauréat ès lettres à Besançon en 1877, le baccalauréat ès sciences à Paris en 1878.

### Carrière dans l’Enregistrement

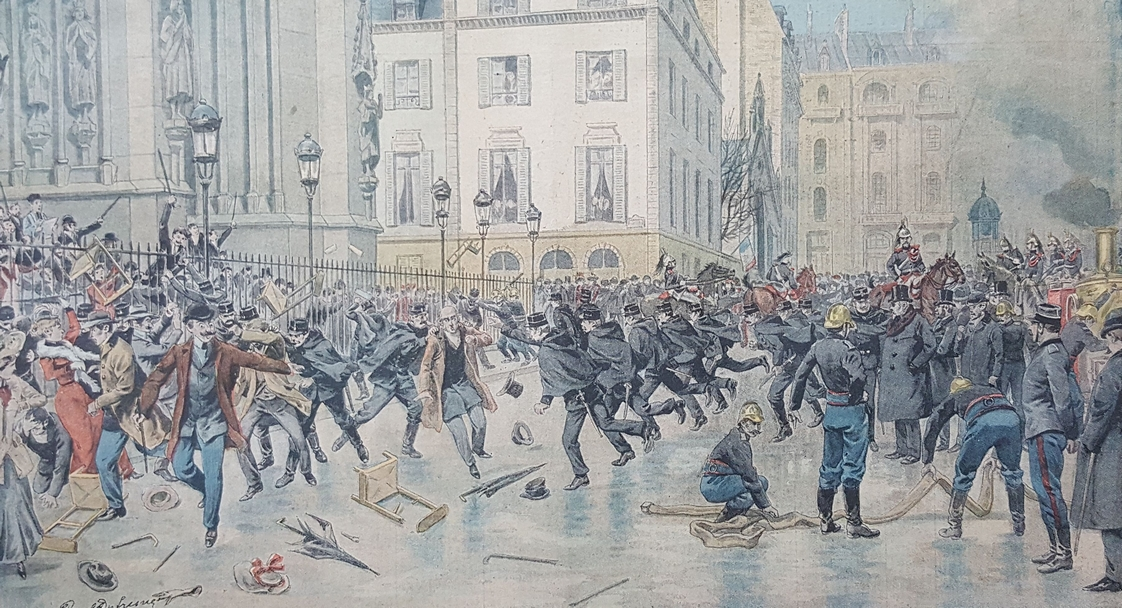
Eugène Millou face aux émeutiers en 1906, Le Petit Parisien, 2 février 1906.

Sur les conseils de son oncle intendant militaire, Eugène se présente au concours de surnuméraire de l’Enregistrement à Vesoul en 1878. Il fait une brillante carrière dans cette administration qui constitue l’élite de l’administration fiscale : receveur en 1881, receveur rédacteur en 1885, sous-inspecteur en 1889 et inspecteur de 2 e classe en 1912. C’est un agent « bien élevé, distingué de manière et de tenue, possédant un esprit fin et délié uni à une intelligence droite. Son travail est sûr et méthodique ». Ses rapports sur les questions contentieuses sont particulièrement bien appréciés. Il est à la une de l’actualité le 1er février 1906 lorsque, selon la loi de séparation des Églises et de l’État, il doit effectuer l’inventaire de la basilique Sainte-Clotilde dans le 7e à Paris. L’ouverture des tabernacles suscitant l’émotion des catholiques pour qui cela constitue un grave sacrilège, l’église est envahie par une foule considérable et transformée en forteresse. Il s’inspirera de cet épisode pour écrire son drame l'Inventaire avec Henry Blum. 
Le 28 mars 1892, il se marie avec Jeanne Rameau de Saint-Père, fille de l’historien et promoteur des Acadiens et maire d’Adon, Edme Rameau de Saint-Père. Alors qu’Eugène est sous-inspecteur au bureau d’Yvetot, sa femme fait jouer les relations de son père afin qu’Eugène obtienne un poste à Paris. C’est fait le 28 décembre 1897 et elle peut reprendre sa vie mondaine. Eugène et sa femme sortent au théâtre ou au concert et fréquentent les salons de la haute bourgeoisie parisienne, en particulier celui de Mme Cartier-Bresson. En janvier 1912, Eugène obtient le grade d’inspecteur de 2e classe de l’Enregistrement. Ce titre lui permet d’ouvrir un cabinet privé de gestion des contentieux fiscaux avec l’administration.

### Carrière théâtrale
Dès sa mutation à Paris, Eugène Millou se lance dans l’écriture de pièces de théâtre. Il écrit sous son vrai nom et ne le cache pas à ses collègues. Le Journal amusant nous apprend qu’Eugène a un mentor : il « a été protégé à ses débuts, quoique vaudevilliste, par François de Curel ». De 1898 à 1910, Eugène écrit des comédies, des vaudevilles et quelques drames. Ce sont souvent des pièces en un acte destinées à être jouées en journée, d’autres en trois ou quatre actes sont jouées le soir. Sa première œuvre, La contribution personnelle, fantaisie financière en un acte, puise directement son inspiration dans son expérience professionnelle.
Le succès lui vient avec Family-Hôtel, un vaudeville en trois actes qu’il écrit avec Paul Gavault (1861-1951) et Eugène Héros (1860-1925). La première a lieu au théâtre du Palais-Royal le 10 avril 1902. Selon les Annales du théâtre et de la musique, « on avait tant ri au second [acte] […] qu’en vérité, il était permis de croire à l’aimable succès (elle eut en effet cinquante représentations) de cette bouffonnerie au demeurant un peu grosse, malgré plusieurs inventions heureuses – tel le joueur décavé réduit à se faire garçon dans l’hôtel où il n’a pu payer sa note – et aussi en dépit de quelques mots très fins dont la pièce est semée par-ci, par-là ». Pour Le Ménestrel, c’est « le vaudeville habituel avec son placard obligatoire, son Américain du Sud qui tire des coups de revolver entre chaque phrase qu’il prononce, son gendarme grandiloquent, ses messieurs en caleçons et ses dames en chemises de nuit ; cela n’est ni très neuf, ni absolument profond, mais on y rit sur le moment et c’est, évidemment, tout ce que les auteurs ont voulu tirer de leur bonne humeur vagabonde et de leur facilité ». Family-Hôtel fait l’objet de reprises en 1904 et 1905 à Paris, de tournées de deux troupes en province et d’une adaptation à Bruxelles : « On a repris hier, avec le plus vif succès, Family-Hôtel, un des meilleurs vaudevilles du répertoire. Le nombreux public s’est diverti follement aux péripéties de cette pièce joyeuse, un des modèles du genre ; ce n’a été qu’un long éclat de rire durant les trois actes. ». En août 1914, Family-Hôtel est joué à La Scala à Paris.
L’année 1906 est riche en événements. Eugène rebondit sur l’actualité avec une petite pièce, L’Inventaire. En août, c’est Cochon d’amour à la Gaîté-Montparnasse, en septembre La Bergerie au Théâtre moderne. En octobre, il obtient un gros succès avec Le Coup du million au Théâtre Cluny ; la pièce joue encore deux semaines plus tard. En novembre, c’est le tour du Beau Vicomte au Théâtre moderne. En 1908 et 1909 sont créées à l’Odéon deux comédies plus ambitieuses : Le Lien en 4 actes et La Base en 3 actes. La même année est joué Liquidons ! au Théâtre Grévin et au Mévisto, « une amusante comédie » selon Gil Blas.
Eugène écrit à un rythme assez rapide. On peut penser qu’il vit dans une atmosphère de théâtre et de représentations, fréquente les auteurs, les  acteurs, les concierges et les directeurs de théâtre, les journalistes. Il faut imaginer toute une gaieté et une excitation, une vie sociale importante qui contraste avec son travail réfléchi et méticuleux à l’Enregistrement. Eugène rencontre un franc succès avec certaines pièces, des échecs peut-être aussi. En 1910, il reçoit les palmes académiques du ministère de l’Instruction publique et des Beaux-Arts. Ses pièces lui donnent une stature d’homme de lettres qui fréquente le Tout-Paris du théâtre.
François Millou nous dit que son père « était, en tant qu’ancien élève des jésuites, conformiste et persuadé du progrès social. Il était assez admirateur de Renan et de Taine sur le plan des idées philosophiques. » Issu d’une famille d’officiers militaires lorrains, Eugène Millou portait en lui une tradition familiale de service de l’État quel que soit le régime. Il ressort de ses pièces le rejet des extrêmes : l’anarchisme terroriste dans Cochon d’amour, la droite monarchiste dans L’Inventaire, le socialisme et le syndicalisme révolutionnaire dans La Bergerie. Fin scrutateur du fonctionnement humain, il aimait s’amuser des travers des uns et des autres. La comédie humaine s’animait si fortement en lui qu’il ressentait le besoin de la mettre en mouvement à travers des interactions de personnages et de circonstances comme se plaisent à le faire ses comédies qui allient le comique de situation et de caractère à une satire sociale naturaliste. La psychologie des personnages est souvent assez fine, s’inspirant sans doute de cas réels, parfois cynique ou cruelle. Pourtant, il a été dépeint par son fils comme un « homme de loi » formaté par des années de service dans l’exigeante administration de l’Enregistrement, précis, toujours très ponctuel et à la vie très ordonnée.

### Dernières années

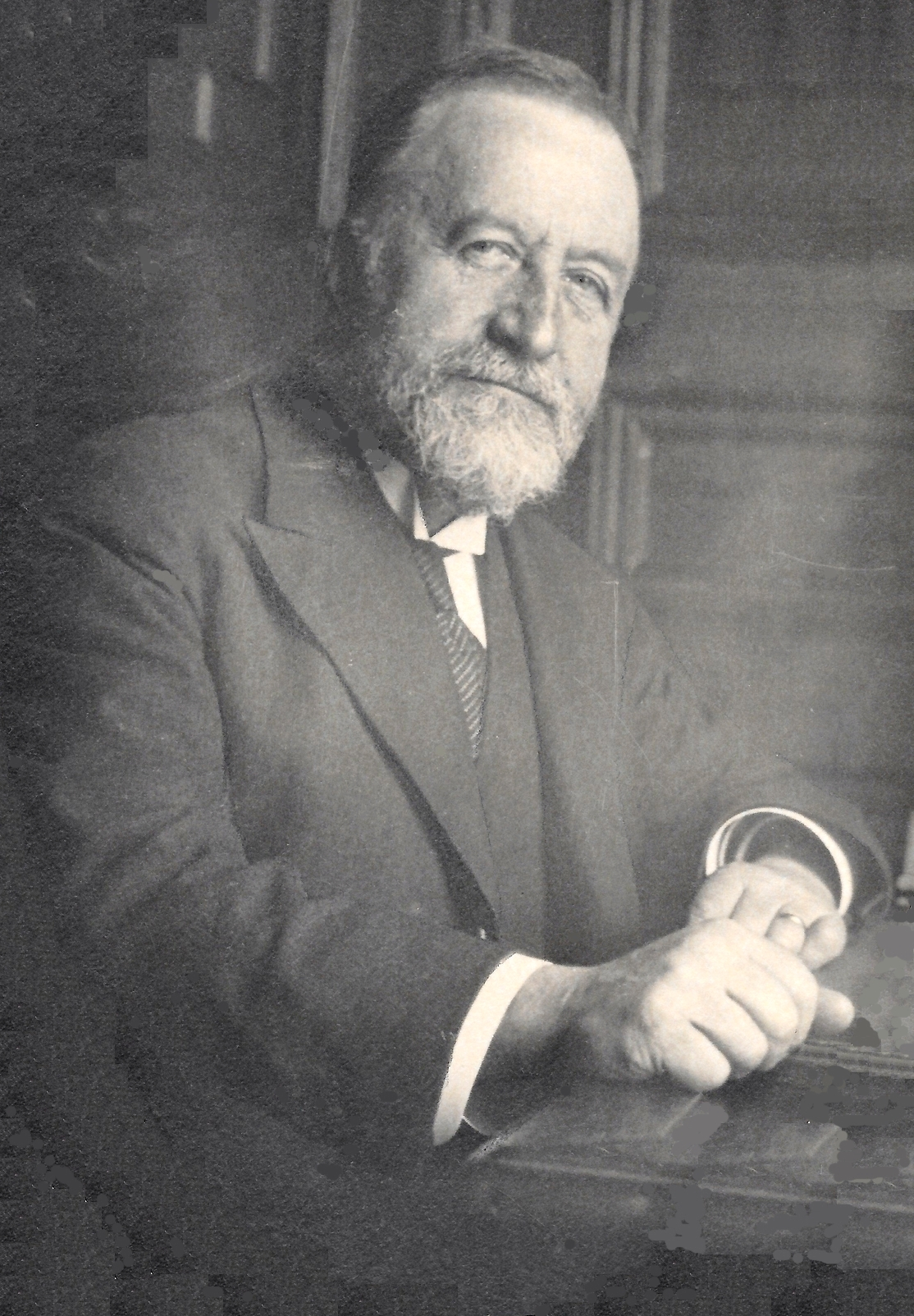
Eugène Millou vers 1925

Vers 1912, Eugène Millou s’arrête d’écrire, son nom disparaît des affiches et des programmes des scènes parisiennes. On peut penser qu’il considère le théâtre comme un hobby et que l’ouverture de son cabinet de contentieux lui prend tout son temps. Son fils François écrira plus tard : « J’avais été choqué de voir mon père écrire des pièces légères. Mais avec la guerre, il avait cessé. ». Eugène figure cependant sur la liste des stagiaires professionnels dans l'annuaire de la Société des auteurs et compositeurs dramatiques édité en 1919.
La Première Guerre mondiale est pour Eugène une période d’inquiétudes et de deuil. Le 5 avril 1915, son fils de vingt ans, Louis Millou diplômé de Sciences Po et licencé en droit, mobilisé au 147e RI est porté disparu après une action héroïque à l’est de Verdun. Son frère, Jean Millou s’engage volontairement pour la durée de la guerre le 1er juillet 1915. Affecté au 2e RAL, il souffre d’entérite puis de nervosisme aggravé en 1916 et est affecté au train jusqu’en 1918.
Après guerre, Eugène continue son activité de conseil fiscal. Il passe ses vacances au château de Saint-Père à Adon. Sa femme Jeanne Rameau de Saint-Père meurt à Gien le 19 novembre 1939. En juin 1940, Eugène est pris dans l’exode et se réfugie au château d’Adon occupé par les Allemands. Il y meurt seul en 1940 probablement. Il est enterré avec sa femme au cimetière d’Adon. Il a eu quatre fils : Jacques Millou (1893), Louis Millou (1894-1915), Jean Millou (1897-1969) et le philosophe et mathématicien François Millou (1902-1990).

## Œuvres
- 1899 : La Contribution personnelle, fantaisie financière en un acte, au théâtre de la Bodinière (24 avril)
- 1899 : Le Vésuve, comédie en un acte, au théâtre des Mathurins (1er décembre)
- 1899 : Un échange, comédie en un acte, au théâtre des Mathurins (1er décembre)
- 1900 : Le Repos du dimanche, comédie en un acte, au théâtre Cluny (7 décembre)
- 1901 : L’Écriteau, comédie-bouffe en trois actes, au théâtre Cluny (18 mars)
- 1901 : L'Heureux père, comédie en un acte, au théâtre des Funambules (6 juin)
- 1902 : Family-Hôtel, vaudeville en trois actes, avec Eugène Héros et Paul Gavault, au théâtre du Palais-Royal (10 avril). Reprise en 1903 aux Fantaisies-Parisiennes (17 décembre), en 1904 au Palais-Royal  (8 juillet) et en 1914  à la Scala (20 juillet)
- 1903 : La Matinée du prince, comédie-bouffe en un acte (non représentée)[36]
- 1905 : Le Père du régiment, fantaisie militaire, mêlée de chants, en un acte et deux tableaux, avec Jean Drault, à l'Eldorado (4 novembre). Reprise en 1908 à l'Alhambra-Théâtre de Rouen (7 mars)
- 1906 : L'Inventaire, drame en un acte avec Henry Blum, à Little-Palace[37] (19 juin)
- 1906 : Cochon d'amour, vaudeville en un acte, avec Emmecé, à la Gaîté-Montparnasse (24 août)
- 1906 : Le Beau vicomte, comédie en un acte, au théâtre Moderne (27 novembre)
- 1906 : La Bergerie, drame en un acte, au théâtre Moderne (22 septembre)
- 1906 : Le Coup du Million, comédie-bouffe en trois actes, avec Maurice Desvallières, au théâtre Cluny (1er novembre)
- 1906 : Le Jour du Seigneur, vaudeville en un acte, avec J. Emmecé, au théâtre de Nice (16 décembre)
- 1906 : Une bonne tante, comédie en un acte (non représentée)[36]
- 1907 : Le Bain de Chamouillac, vaudeville en un acte, à Bobino (24 mai)
- 1908 : Le Lien, comédie en quatre actes (théâtre de l'Odéon)
- 1908 : Flanelle et corset, comédie-vaudeville en un acte, au Grand concert de la Poste[38] (2 août)
- 1909 : Liquidons !, pièce en un acte, au théâtre Mévisto (20 janvier)
- 1909 : La Demoiselle des P.T.T., opérette en un acte, musique de José Raidich[39], au théâtre Grévin (28 mars)
- 1909 : La Base, pièce en trois actes (théâtre de l'Odéon).
- Sans date : La Mue (non représentée ?).

## Distinctions
- Officier d'académie (arrêté du ministre de l'Instruction publique et des beaux-arts de juin 1910)[21]